# Генрі (Південна Дакота)
Генрі (англ. Henry) — місто (англ. town) в США, в окрузі Кодінґтон штату Південна Дакота. Населення — 256 осіб (2020).

## Географія
Генрі розташоване за координатами 44°52′51″ пн. ш. 97°27′42″ зх. д. / 44.88083° пн. ш. 97.46167° зх. д. (44.880856, -97.461557).  За даними Бюро перепису населення США в 2010 році місто мало площу 3,76 км², уся площа — суходіл.

## Демографія
Згідно з переписом 2010 року, у місті мешкало 267 осіб у 106 домогосподарствах у складі 75 родин. Густота населення становила 71 особа/км².  Було 123 помешкання (33/км²).
Расовий склад населення:
| - 97,8 % — білих - 0,7 % — корінних американців - 0,4 % — чорних або афроамериканців |

До двох чи більше рас належало 1,1 %. Частка іспаномовних становила 0,0 % від усіх жителів.
За віковим діапазоном населення розподілялося таким чином: 26,2 % — особи молодші 18 років, 61,8 % — особи у віці 18—64 років, 12,0 % — особи у віці 65 років та старші. Медіана віку мешканця становила 39,4 року. На 100 осіб жіночої статі у місті припадало 110,2 чоловіків;  на 100 жінок у віці від 18 років та старших — 105,2 чоловіків також старших 18 років.
Середній дохід на одне домашнє господарство  становив 58 499 доларів США (медіана — 52 917), а середній дохід на одну сім'ю — 59 133 долари (медіана — 52 917). Медіана доходів становила 40 192 долари для чоловіків та 25 268 доларів для жінок. За межею бідності перебувало 11,4 % осіб, у тому числі 25,0 % дітей у віці до 18 років та 6,5 % осіб у віці 65 років та старших.
Цивільне працевлаштоване населення становило 206 осіб. Основні галузі зайнятості: сільське господарство, лісництво, риболовля — 21,4 %, виробництво — 20,9 %, освіта, охорона здоров'я та соціальна допомога — 13,1 %, роздрібна торгівля — 10,7 %.